# ローターアクトクラブ
ローターアクトクラブ（英語: Rotaract Club）は、18歳以上の青年男女のための、ロータリークラブが提唱する奉仕クラブ。
以前は30歳までの年齢制限があったが、2019年10月の国際ロータリー理事会により年齢制限が撤廃されている。クラブによっては、年齢制限を設定しているクラブもある。
ローターアクトクラブは通常、地域社会または大学を基盤としており、地元のロータリークラブが提唱している。

## 目標
ローターアクトの目的は、青年男女が個々の能力の開発に当たって役立つ知識や技能を高め、それぞれの地域社会における物質的、あるいは社会的なニーズと取り組み、親睦と奉仕活動を通じて全世界の人々のあいだによりよい信頼関係を推進するための機会を提供することにある。
ローターアクトの目標は次の通りである。（国際ロータリーによる手続き要覧より抜粋）
1. 専門技術及び指導能力を開発すること
2. 他人の権利を尊重する観念を養い、あらゆる有用な職業の道徳的水準及び品位を保持し推進すること。
3. 若い人々に地域社会をはじめ世界社会のニーズ及び懸念事項を提起する機会を提供すること。
4. 提唱ロータリークラブと協力して活動に当たる機会を提供すること。
5. ロータリーにおける将来の会員として若い人々の意欲を喚起すること。

## 標語
「奉仕を通じての親睦」(Fellowship Through Service)

## 設立および規模
1968年に発足し、159の国と地域で7833クラブ18万人の会員（2005年5月現在）を擁する。
1960年代、「世界中の青少年が共に活動できるような組織をつくろう」という機運が高まり、1962年、国際ロータリーにより、まずインターアクトプログラムが宣言された。しかし、インターアクターは14～18歳の高校生の年代が対象で、卒業と同時に会員資格が失効するため、これを継続するものとして、1968年1月に、当時のルーサーH.ホッジス国際ロータリー会長により、「ローターアクト構想」が打ち出され、1968年、RI理事会は、初めてローターアクトクラブの発足を認証。世界最初のローターアクトクラブは、アメリカ合衆国ノースカロライナ州のノースシャーロットロータリークラブの提唱により、1968年3月13日に結成された、ノースシャーロットローターアクトクラブとなる。
日本最初のローターアクトクラブは、ノースシャーロットローターアクトクラブと同じ1968年に創立した埼玉県の国際商科大学ローターアクト（現川越ローターアクトクラブ）である。川越ロータリークラブの提唱で、6月1日に発足。創立会員12人、例会日は、毎週金曜日でスタートした。
現在では、全ての都道府県（国際ロータリーではこれを34地区に分ける）にローターアクトクラブが存在している（ただし、一部の県のローターアクトクラブは活動を休会している）。

## RAC34地区一覧
- RID2500（北海道東部）
- RID2510（北海道西部）
- RID2830（青森）
- RID2520（岩手・宮城）
- RID2540（秋田）
- RID2800（山形）
- RID2530（福島）
- RID2560（新潟）
- RID2840（群馬）
- RID2550（栃木）
- RID2820（茨城）
- RID2790（千葉）
- RID2770（埼玉南東）
- RID2570（埼玉西北）
- RID2580（東京北部・沖縄）
- RID2750（東京南部・北マリアナ諸島・グアム・ミクロネシア・パラオ）
- RID2590（横浜・川崎）
- RID2780（神奈川西部）
- RID2610（富山・石川）
- RID2600（長野）
- RID2620（静岡・山梨）
- RID2760（愛知）
- RID2630（岐阜・三重）
- RID2650（福井・滋賀・京都・奈良）
- RID2640（大阪府南部・和歌山）
- RID2660（大阪府北部）
- RID2680（兵庫）
- RID2690（岡山・鳥取・島根）
- RID2710（広島・山口）
- RID2670（愛媛・香川・徳島・高知）
- RID2700（福岡・佐賀、長崎の一部）
- RID2740（佐賀・長崎）
- RID2720（熊本・大分） - ウェイバックマシン（2008年10月13日アーカイブ分）
- RID2730（鹿児島・宮崎）